# Edward Hargitt
Edward Hargitt (3 de mayo de 1835 – 19 de marzo de 1895) fue un ornitólogo escocés.
Edward Hargitt era aborigen de Edimburgo, estudió arte en la Real Academia Escocesa y resultó un pintor bastante bueno de paisajes. Sus pinturas producen altos precios de hoy, subastado en Christie's. Fue también ornitólogo y se convirtió en un experto en pájaros carpinteros. Fue autor de la monografía sobre Picidae para el Catalogue of the Birds in the British Museum, publicado en 1890. Durante sus últimos años, lloegó a preparar 1300 dibujos de pájaros carpinteros para una monografía propuesta, pero el paradero de éstos es actualmente desconocido.

## Algunas publicaciones
- 1896. Catalogue of the Whole of the Remaining Works of Edward Hargitt. Ed. Christie, Manson & Woods, 25 pp.

- 1890. Catalogue of the "Picariae" in the Collection of the British Museum. "Scansores", Containing the Family "Picidae". Ed. Longmans, 597 pp.

- 1885. Notes on Woodpeckers. N.º 10-18

- 1881. Notes on Woodpeckers: No. 1. on the Piculets of the Old World. Ed. The Ibis

## Abreviatura (zoología)
La abreviatura Hargitt  se emplea para indicar a Edward Hargitt como autoridad en la descripción y taxonomía en zoología.